# Sito kwadratowe
Sito kwadratowe (ang. Quadratic Sieve) – najszybszy znany algorytm do faktoryzacji liczb, które są krótsze niż 110 cyfr dziesiętnych.

## Algorytm
Algorytm ten jest ukonkretnieniem metody sita liczbowego. Załóżmy, że szukamy czynników liczby {\displaystyle n.}
1. Szukamy par {\displaystyle (a_{i},b_{i}),} takich, że:
  - {\displaystyle a_{i}^{2}\equiv b_{i}\,(\operatorname {mod} n),}
  - {\displaystyle b_{i}} rozkłada się w „bazie czynników” (inaczej „bazie rozkładu”).
2. Znajdujemy pary {\displaystyle (a_{i_{1}},b_{i_{1}}),(a_{i_{2}},b_{i_{2}}),...(a_{i_{k}},b_{i_{k}}),} takie, że:
  - {\displaystyle a=\prod _{j=1...k}a_{i_{j}},}
  - {\displaystyle b=\prod _{j=1...k}b_{i_{j}}=c^{2}} dla pewnego {\displaystyle c.}
3. Wtedy {\displaystyle a^{2}\equiv c^{2},} więc jeśli {\displaystyle a\not \equiv \pm c,} to {\displaystyle \operatorname {NWD} \,(a+c,n)} jest nowym dzielnikiem liczby {\displaystyle n.}

### Szukanie par
Niech
{\displaystyle m=\lfloor {\sqrt {n}}\rfloor }
i
{\displaystyle W(x)=(x+m)^{2}-n.}
Dla {\displaystyle x=0,\pm 1,\pm 2,...} liczymy:
{\displaystyle a_{i}=x+m,}
{\displaystyle b_{i}=W(x)=(x+m)^{2}-n,}
wtedy
{\displaystyle b_{i}\equiv a_{i}^{2}.}
Z wygenerowanych w ten sposób par należy brać te, dla których {\displaystyle b_{i}} rozkłada się w bazie rozkładu.
Można też zauważyć, że jeśli
{\displaystyle p\mid b_{i},}
to
{\displaystyle (x+m)^{2}\equiv n\,(\operatorname {mod} p),}
więc {\displaystyle n} musi być resztą kwadratową modulo {\displaystyle p} (wystarczy do bazy czynników brać tylko takie {\displaystyle p}).

## Inne wersje
Istnieją dwie szybsze wersje tego algorytmu występujące pod nazwami:
1. Wielokrotnie wielomianowe sito kwadratowe (ang. Multiple Polynomial Quadratic Sieve).
2. Wielokrotnie wielomianowe sito kwadratowe dla podwójnie dużych liczb pierwszych (ang. Double Large Prime Variation of the Multiple Polynomial Quadratic Sieve).

Obecnie najszybszym algorytmem faktoryzacyjnym dla liczb o większych długościach jest algorytm GNFS (ang. General Number Field Sieve; ogólne sito ciała liczbowego). Inne algorytmy faktoryzacji zostały wyparte przez dwie wyżej wymienione modyfikacje.